# Chansonnettes en duo pour les petits
Les Chansonnettes en duo pour les petits sont un ensemble d'œuvres de la compositrice Mel Bonis.

## Composition
Mel Bonis compose ses Chansonnettes en duo pour les petits sur des chansons populaires. Il y en a deux : Au clair de la lune et J'ai du bon tabac. Les manuscrits ne comportent pas de date, mais la précision « en ut » pour le premier, alors qu'il est en si bémol majeur. Le recueil est encore inédit.

## Sources
- Étienne Jardin, Mel Bonis (1858-1937) : parcours d'une compositrice de la Belle Époque, 2020 (ISBN 978-2-330-13313-9 et 2-330-13313-8, OCLC 1153996478, lire en ligne)